# Weechat
Weechat är en IRC-klient som används för att chatta på IRC.
Programmet är byggt för att fungera under flera olika plattformar och operativsystem, bl.a. GNU/Linux, Unix, BSD, GNU Hurd, Mac OS X and Windows.
Det yttre gränssnittet liknar till mångt och mycket irssi, medan en märkbar skillnad är att man i Weechat till höger om chatten har en "nicklist" (förteckning av användare) i den aktuella kanalen, inte helt olikt hur det ser ut i mIRC.